# Richard Baltauss
Richard Baltauss (né le 18 novembre 1946 à Chelles-sur-Marne) est un photographe français.

## Biographie
Né le 18 novembre 1946, il suit les cours d'une école d'art en 1963, et fait des études chorégraphiques à Athènes en 1965. En 1968 il étudie à l'École des beaux-arts de Marseille auprès de M. Boucher, puis en 1969 à l'École des beaux-arts de Paris. Photographe indépendant, il réalise en particulier des portraits.

## Expositions
- 1976 : Du visage au modèle mental, FIAP Paris
- 1978 : Portraits, Institut français, Naples
- 1979 : Mémoires de paysages, Musée d'Art moderne de Paris[3]
- 1980 : Créatis, Fnac, Strasbourg
- 1982 : Portraits, Paris[2]
- 2012 : Portaits de la rue Durantin
- 2014 : Portraits de joueurs de tennis des années 80
- 2022 : exposition de dessins (le sens du corps) UAP St Denis
- 2023 : Dessins et gravures a la Villa des Arts , Paris.
- Musée d'Orsay expo photo de Sophie Calle ( LES FANTÔMES D'ORSAY ) et au musée Picasso.

## Collections
- Museum of Modern Art, New York
- BN, Paris
- Galerie Delpire, Paris
- Galerie Creative Camera, Londres